# Bust
Bust település Franciaországban, Bas-Rhin megyében. Lakosainak száma 462 fő (2022. január 1.). Bust Hangviller, Lohr, Schœnbourg és Siewiller községekkel határos.

## Népesség
A település népességének változása:
| Lakosok száma | 438  | 455  | 470  | 463  | 467  | 464  | 470  | 470  | 462  |
|               | 2013 | 2015 | 2016 | 2017 | 2018 | 2019 | 2020 | 2021 | 2022 |